# 阿舍維爾 (堪薩斯州)
阿舍維爾（英語：Asherville）是位於美國堪薩斯州米切爾縣的一個非建制地區。

## 地理
阿舍維爾所處的海拔為高於海平面410米（即1345英呎），而該地所採用的時區為UTC-6，即北美中部時區（CST）。同時該地設有夏令時間，為UTC-6調快一小時，即UTC-5（CDT）。